# إليزابيث آن راي
إليزابيث آن راي (بالإنجليزية: Elizabeth Ann Ray)‏ هي ضابطة أمريكية، ولدت في 31 مايو 1913، وتوفيت في 7 ديسمبر 2011.